# NFAT
NFAT pour Nuclear factor of activated T-cells (facteur nucléaire des lymphocytes T activés) est un ensemble de protéines de la famille des facteurs de transcription impliquée dans la réponse immunitaire.

## Structure
La famille est composée de cinq membres : NFATc1, NFATc2, NFATc3, NFATc4 et NFAT5.

## Mécanisme d'action
Les protéines NFAT sont régulées par une voie de signalisation intracellulaire dépendante du calcium. Une augmentation du calcium intracellulaire sera intégrée par la calmoduline qui activera la calcineurine, une sérine/thréonine phosphatase, capable de déphosphoryler les régions riches en sérines de NFAT et permettant ainsi sa translocation nucléaire et son activation des gènes cibles.

## Fonction
Les NFAT de classe C permettent notamment la production d'interleukine 2 induisant ainsi la réponse immunitaire cellulaire par activation des LT8 et macrophages.

## Physiopathologie
Les facteurs de  transcription NFAT ont un rôle dans le cancer du sein, particulièrement dans les processus de motilité cellulaire à la base de la dissémination métastatique. Ainsi NFAT1 (NFATC2) et NFAT5 sont pro-invasifs et pro-migratoires dans les carcinomes mammaires, alors que  NFAT3 (NFATc4) est un inhibiteur de la motilité cellulaire. Pour moduler la migration cellulaire, NFAT1 et NFAT5 augmente l'expression du gène de la Lipocaline 2, et NFAT3 inhibe son expression.